# TH-495
TH-495 — немецкая опытная боевая машина пехоты (БМП).

## История создания
Разработки БМП начались в конце 1980-х годов, германской компанией Thyssen-Henschel (позже вошедшей в Rheinmetall), в инициативном порядке. Машина создавалась под требование транспортировки самолётами C-130. В ходе работ большое внимание уделялось эргономике работы экипажа, снижению тепловой и инфракрасной заметности машин. Первый прототип был собран в 1992 году и представлен на испытания. Кроме БМП предполагалось создать целое семейство боевых машин, выполненных на общем шасси: зенитную, противотанковую, санитарно-эвакуационную, командно-штабную, разведывательную машины, лёгкий танк со 105-мм пушкой и БТР.

## Описание конструкции
Корпус TH-495 сварен из стальных броневых листов. Поверх основного бронирования, устанавливается дополнительное - секционное, что вместе образует разнесённую конструкцию. Секции дополнительного бронирования легко заменяемые.
На прототип устанавливалась башня HITFIST-25, разработанная итальянской компанией «ОТО Melara» для БМП VCC-80 «Дардо». Также предполагается устанавливать 30-мм автоматическую пушку «Маузер» MM30.
Ходовая часть включает по 6 двускатных обрезиненных опорных и 3 поддерживающих катка на борт, передние ведущие и задние направляющие колеса, торсионную подвеску с гидравлическими амортизаторами и новые гусеницы компании «Диль» с РМШ параллельного типа и съёмными асфальтоходными башмаками.

## Вооружение
Вооружение составляет 25-мм скорострельная пушка «Эрликон» или 30-мм пушка «Маузер» MM30 и спаренный 7,62-мм пулемёт MG-3. Машина оборудована блоками по 4 дымовых гранатомёта, дневными и ночными прицелами, цифровой СУО, видеотрансляционной системой десантного отделения, в которой TV-камеры установлены на бортах корпуса, а мониторы внутри машины, системой защиты от ОМП и подавления взрыва топлива, также в ходе работ значительные усилия были затрачены на снижение тепловой и инфракрасной заметности машин и на выполнение эргономических требований.